# Histoires extraordinaires (film, 1968)
Pour les articles homonymes, voir Histoires extraordinaires (homonymie).
Pour plus de détails, voir Fiche technique et Distribution.
Histoires extraordinaires (italien : Tre passi nel delirio) est un film fantastique franco-italien inspiré de trois nouvelles d'Edgar Allan Poe et sorti en 1968 au cinéma.
Il est coréalisé par : 
- Roger Vadim — 1er sketch : Metzengerstein
- Louis Malle — 2e sketch : William Wilson
- Federico Fellini — 3e sketch : Toby Dammit ou Ne pariez jamais votre tête avec le Diable.

## Synopsis

### 1ersketch:Metzengerstein
Les étranges rapports d'amour que la comtesse Frederica, débauchée notoire, mais cavalière émérite, entretient avec un superbe étalon noir en qui elle voit la réincarnation de son vertueux cousin Wilhelm qui l'a dédaignée et dont elle se culpabilise de la disparition dans l'incendie de son écurie qu'elle a commandité par vengeance.

### 2esketch:William Wilson
William Wilson, un officier autrichien despotique, hanté par son double rédempteur qui vient s'interposer chaque fois qu'il s'apprête à passer aux extrêmes, entame une partie de cartes avec la belle Giuseppina, partie qui dévoile aux yeux de tous son sadisme et sa malhonnêteté.

### 3esketch:Toby Dammit ou Ne pariez jamais votre tête avec le Diable
L'acteur britannique Toby Dammit vient à Rome pour un projet de film, le « premier western catholique ». Une soirée médiatique est organisée pour fêter cet évènement. L'attention de Toby, déjà passablement altérée par la drogue et l'alcool, plus que par la bizarre cérémonie romaine où défilent prêtre, acteurs et journalistes, est surtout attirée par la belle Ferrari. qu'on lui fait miroiter pour le séduire et aussi par une étrange fillette qui joue avec une sorte de balle blanche, incarnation, selon ses déclarations à la télévision, du Diable en lequel il croit et qu'il décrit comme « sympathique, joyeux » et prenant les traits d'« une petite fille ». Hallucination ou réalité ?

## Fiche technique

### Caractéristiques techniques communes à tous les sketches
- Titre original : Histoires extraordinaires
- Titre italien : Tre passi nel delirio
- Titre anglais : Spirits of the Dead
- Adaptations de trois nouvelles d'Edgar Allan Poe
- Directeurs de production : Ludmilla Goulian, André Gillet, Tomaso Sagone
- Sociétés de production : Les Films Marceau (France), PEA (Italie)
- Sociétés de distribution : Cocinor (distributeur d'origine), Les Acacias (France), Tamasa Distribution (France)
- Pays de production :  France,  Italie
- Langues originales : français, italien, anglais
- Format : couleur par Eastmancolor — 35 mm — 1.85:1 — son monophonique (Westrex Recording System)
- Genre : fantastique
- Durée : 121 minutes
- Dates de sortie : 
  - France : 17 mai 1968 au Festival de Cannes 1968, 12 juin 1968 sortie dans les salles
  - Italie : 14 août 1968
  - États-Unis : 23 juillet 1969[1]
- Classification :
  - France : tous publics, Art et Essai, visa d'exploitation no 33724 délivré par le CNC le 1er mars 1990
- Affiche : Gilbert Allard (France)

### 1ersketch:Metzengerstein
- Réalisation : Roger Vadim
  - Assistants réalisation : Michel Clément, Jean-Michel Lacor, Serge Vallin
- Scénario : Roger Vadim, Pascal Cousin, d'après la nouvelle éponyme
- Musique : Jean Prodomidès
- Décors : Jean André
- Costumes : Jacques Fonteray
- Coiffure : Carita pour Jane Fonda
- Photographie : Claude Renoir
- Montage : Hélène Plamiannikov

### 2esketch:William Wilson
- Réalisation : Louis Malle
  - Assistant réalisation : Michel Clément
- Scénario : Louis Malle et Daniel Boulanger, d'après la nouvelle éponyme
  - Dialogues : Daniel Boulanger
- Musique : Diego Masson
- Décors : Ghislain Uhry
- Photographie : Tonino Delli Colli
- Montage : Franco Arcalli, Suzanne Baron
- Effets spéciaux : Joseph Natanson

### 3esketch:Toby DammitouNe pariez jamais votre tête avec le Diable
- Réalisation : Federico Fellini
  - Assistants réalisation : Eschilo Tarquini, Francesco Aluigi, Liliana Betti
- Scénario : Federico Fellini et Bernardino Zapponi d'après la nouvelle Toby Dammit ou Ne pariez jamais votre tête avec le Diable (Never Bet the Devil Your Head — A Tale with a Morale)
- Musique : Nino Rota
  - Chanson : Ruby, paroles de Mitchell Parish et musique de Heinz Roemheld, interprétée par Ray Charles
- Direction artistique : Piero Tosi
- Décors : Piero Gherardi
- Costumes : Piero Tosi
- Photographie : Giuseppe Rotunno
- Montage : Ruggiero Mastroianni

## Distribution

### 1ersketch:Metzengerstein
- Peter Fonda : le baron Wilhelm
- Jane Fonda : la comtesse Frederica
- James Robertson Justice : le conseiller de la comtesse
- Françoise Prévost : une amie de la comtesse
- Philippe Lemaire : Philippe
- Serge Marquand : Serge
- Carla Marlier : Claude
- Anny Duperey : la 1re invitée
- Maurice Ronet (voix off VF) : le narrateur

### 2esketch:William Wilson
- Alain Delon : William Wilson
- Brigitte Bardot : Giuseppina
- Katia Christine : la jeune fille blonde
- Umberto D'Orsi : Hans
- Daniele Vargas : le professeur
- Renzo Palmer : le prêtre
- Vincent Price (voix off version anglaise) : le narrateur

### 3esketch:Toby DammitouNe pariez jamais votre tête avec le Diable
- Terence Stamp : Toby Dammit[Note 2]
- Salvo Randone : le prêtre
- Milena Vukotic : l'intervieweuse TV
- Anne Tonietti : la chroniqueuse TV
- Polidor : le vieil acteur
- Marina Yaru : la fillette/le diable[Note 3]
- Antonia Pietrosi : une actrice
- Fabrizio Angeli : le premier directeur
- Federico Boido : un invité
- Ernesto Colli : le deuxième directeur
- Paul Cooper : le deuxième interviewer
- Irina Maleeva : la gitane qui ne peut pas lire les lignes de la main de Toby
- Mimmo Poli : un invité
- Marisa Traversi : une invitée
- Aleardo Ward : le premier interviewer

## Tournage
Toutes les informations proviennent des sites Dartshoots, Italy for Movies et Lightmonkey.
- Période de prises de vue : du 20 mars à octobre 1967.
- Le tournage du 1er sketch Metzengerstein a été effectué en Bretagne : 
  - Dans le Finistère : 
    - Les intérieurs ont été tournés au château de Kerjean de Saint-Vougay ;
    - Les extérieurs, au château de Kerouzéré de Sibiril, certains plans ont été tournés au château de Kergournadech.

  - Dans les Côtes-d'Armor : au château de La Roche Goyon (fort La Latte).

- Sites de tournage en Bretagne
- Vue générale du château de Kerjean.
- Cour intérieure du château de Kerjean.
- Le château de Kérouzéré vu du sud-est.

- Vestiges du château de Kergournadech.
- Vue du château de la Roche Goyon (fort La Latte) du côté sud-ouest.
- Historique du fort La Latte/château de La Roche Goyon.

- Le tournage du 2e sketch, William Wilson, a été effectué en Italie :
  - en intérieurs, dans la commune de Castel Fusano (ville métropolitaine de Rome Capitale) : c'est dans la salle des cartes topographiques de la villa Chigi qu'ont été tournées les scènes de la partie de cartes et de la flagellation ;
  - en extérieurs : à Bracciano (ville métropolitaine de Rome Capitale) l'extérieur du Castello Orsini-Odescalchi (it) est  présenté comme l'internat fréquenté par William Wilson enfant et, à Bergame, Wilson se précipite dans la basilique Santa Maria Maggiore pour se confesser. La scène du duel est tournée sur la Piazza del Duomo et sous les portiques du Palazzo della Ragione.

- Sites de tournage en Italie
- Dans la scène du début, William Wilson entre précipitemment dans la basilique Santa Maria Maggiore par ce portail sud (dit « Porte des Lions Blancs »).
- Le château Orsini-Odescalchi de Bracciano représente l'internat fréquenté par William Wilson enfant.
- Vue générale de la basilique Santa Maria Maggiore de Bergame.
- C'est dans cette villa Chigi-Sacchetti qu'ont été tournées les scènes de la partie de cartes et de la flagellation (peinture du XVIIe siècle).

- Le tournage du 3e sketch, Toby Dammit a été effectué en Italie :
  - Les intérieurs ont été tournés à Cinecittà sur le plateau no 5 dévolu aux productions de Fellini, le « Teatro 5 »[4],[Note 4]. Le critique George Porcari, écrit sur Lightmonkey (voir notes LM1) que, dès le début du film, Fellini crée l'étrangeté avec cette vue du hall désert de l'aéroport « À la fois hyper-réel et faux, inquiétant et banal. Nous pourrions supposer qu'il s’agit d'une peinture, mais le fait que la caméra avance dans l'espace, s'élevant finalement vers un écran vidéo en noir et blanc — une image qui semble provenir d'une autre période ou d'une autre réalité. Le genre d'espace que des sociologues comme Marc Augé qualifieront plus tard de "non-lieu" ». […] Il poursuit : « Toby Dammit est réalisé en 1968[5] à Cinecittà et dans divers endroits de Rome. C'est l'un des plus grands films de Fellini — un chef-d’œuvre du cinéma d'art de la fin des années soixante qui a soulevé plusieurs questions, à commencer par la remise en question de la propre réalité esthétique de Fellini ». George Porcari met l'accent sur « L'imitation magnifique de Fellini de toutes sortes de maladresses techniques avec un grand effet ». C'est notamment « La photo de Fellini magnifiquement décentrée, disloquant toute l'image et créant un sentiment d'effroi simplement par le geste, l'éclairage et le cadrage. Une leçon qui a été bien apprise par David Lynch entre autres ». Ce travail est particulièrement consacré aux apparitions de la « Petite fille tenant une boule blanche. La bande sonore est soudainement coupée, isolant cette image du reste du film. Son visage est peint de manière théâtrale avec du maquillage blanc et il y a un projecteur très lumineux qui brille directement sur ses yeux, les faisant paraître injectés de sang. Elle porte du rouge à lèvres [et ses ongles sont peints en rouge[Note 5]] et son visage suggère un sentiment adulte de corruption[6]. Ses vêtements victoriens méticuleux datent de l'époque de Poe et suggèrent la dualité de l'innocence et de la corruption, de la sexualité et de la folie que l'on trouve dans la sensibilité gothique de l'époque — une sensibilité dont Poe était un maître. Son maquillage et l'expression malveillante de son visage proviennent de l'iconographie de la peinture romantique représentant le mal incarné sous forme humaine[Note 6]. »
  - Les prises de vues extérieures ont été effectuées dans la ville métropolitaine de Rome Capitale (Latium), notamment le trip halluciné de Toby Dammit dans sa Ferrari : il fait nuit et Toby quitte précipitamment la scène du gala pour aller récupérer sa Ferrari. Il démarre en trombe et atteint la zone des Castelli Romani (Châteaux romains), traverse la commune de Marino et s'arrête sur la place Santa Barnaba (it) où il découvre la fontaine du Triton en son centre. Ensuite, il fonce vers Castel Gandolfo, revient sur ses pas à Marino où il demande à un éclopé le chemin pour aller à Rome ; sans obtenir de réponse, il reprend la route en se fourvoyant à plusieurs reprises dans des voies sans issue. Puis il sort de l'agglomération pour arriver sur un pont en travaux après avoir embouti des panneaux interdisant son accès ; alerté par ce vacarme, un résident du voisinage lui crie par sa fenêtre que le pont est effondré, mais Toby, ne parlant pas italien, ne le comprend pas ; il sort de sa voiture et ce n'est qu'après avoir fait rouler un tonneau métallique d'un coup de pied qu'il se rend compte de l'effondrement en entendant le décalage du fracas du tonneau tombé dans le vide. En s'approchant, Toby voit que l'effondrement est de quelques mètres, c'est le terminus de sa course endiablée, mais pas du film, car, de l'autre côté du pont, il aperçoit la fillette au ballon blanc, elle lui sourit comme pour l'inviter à venir jouer avec elle…

- Sites de tournage en Italie
- Le plateau « Teatro 5 » de Fellini à Cineccità.
- Castel Gandolfo, vue générale.
- Une rue de Castel Gandolfo. En arrière plan, le « Giardino del Moro », un jardin de la résidence d'été papale.

- La rue Cavour à Marino.
- Place Santa Barnaba à Marino.
- Détail de la fontaine du Triton à Marino.

## Distinctions

### Nominations
Toutes ces informations proviennent de l'IMBd.
- Cahiers du Cinéma 1968 : Federico Fellini nommé à la 4e place du Top des 10 meilleurs films pour le sketch Toby Dammit.
- Syndicat national des journalistes cinématographiques italiens 1969 : Piero Tosi nommé pour le Ruban d'argent des meilleurs costumes pour le sketch Toby Dammit.

## Accueil
- AllMovie[9] : « Le sketch d'ouverture, Metzengerstein, est marqué par sa représentation franche de la sexualité, ainsi que par la photographie luxuriante de Claude Renoir (remarquez l'incroyable photo de Jane chevauchant les falaises au-dessus d'un océan tumultueux) et la fantastique conception des costumes de Jacques Fonteray — qui ont fait tous deux le même impressionnant travail pour Barbarella. Jane Fonda dit elle-même son texte en français dans ce sketch.
Le sketch central, William Wilson, est réalisé par Louis Malle. L'histoire tourne autour d'un mauvais jeune homme (Alain Delon) qui se retrouve continuellement pris en flagrant délit de sadisme par son double rédempteur du même nom. Ce sketch est le plus imagé des trois (la quasi-dissection en direct par Delon d'une femme nue étant le point culminant) et est rempli d'un constant sentiment d'effroi. Delon joue parfaitement et trouve un excellent adversaire en Brigitte Bardot dont la faiblesse pour les jeux de cartes se traduit en une séquence d'atroce flagellation.
Toby Dammit, la dernière histoire, nous est contée par Federico Fellini avec son style surréaliste habituel à la fois amusant et dérangeant, et allant souvent de pair. Terence Stamp est excellent en star de cinéma alcoolique dont la vie débauchée est hantée par le diable — qui lui apparaît sous la forme d'une petite fille. Son interprétation frénétique est un sommet dans ce conte étrange et magnifiquement réalisé, rempli d'images fantastiques et surréalistes qui ont marqué le travail de Fellini. »
- Il cineocchio.it[10] : « Le premier sketch, intitulé Metzengerstein, peut être assez facilement oublié : c'est une mélancolie gothique déclinée luxueusement où Jane Fonda et une jument noire font bonne figure.
Il y a plus de substance dans le sketch suivant, William Wilson, avec Alain Delon et une brune Brigitte Bardot, où, évitant gratuité et ennui, l'élégance du cadre historique, celle d'une ville padouane pendant les guerres du Risorgimento, n'enlève rien à l'histoire de cet officier autrichien, personnification du Mal, aux prises avec son double rédempteur.
Reste donc l'offrande finale qu'est Toby Dammit, et elle est vraiment généreuse. Ne pariez jamais votre tête avec le Diable (sous-titre du générique) n'ajoute pas beaucoup de feuilles de laurier à la brillante couronne du réalisateur de Rimini à l'époque de Juliette des esprits (1965), mais appartient à son meilleur cinéma avec lequel il renoue dans un élan enthousiaste et imaginatif, aiguisant sa satire du cinéma romain (un thème habituel de Federico Fellini) : le portrait tragique d'une star étrangère (Terence Stamp) chevelue, abattue et toxicomane. […] Toby est attiré par les apparitions intermittentes d'une fillette aux mouvements candides (Marina Yaru), mais aux apparences vicieuses et démoniaques (moments inoubliables avec le ballon blanc) qui le mène à sa perte. […] Du texte littéraire d'origine il n'y a ici que le point de départ. Mais c'est presque un recueil des obsessions personnelles de Federico Fellini qui rend ainsi à Edgar Allan Poe un hommage moins servile et beaucoup plus authentique. […] Ce qui se déroule n'est cependant pas tant la peur métaphysique du diable, mais la peur concrète, lancinante et pressante de la mort. Des images, des symboles[Note 7], des allégories de putréfaction, de délabrement, d'absurdité remplissent l'écran. Le regard du réalisateur n'avait jamais été aussi angoissé auparavant, même si une sorte d'ironie sombre soutient la fermeté du style. D'un point de vue figuratif, les séquences sont splendides, avec cette teinte dominante de rouge « alla Scipione[11] » (orchestrée par le directeur de la photographie Giuseppe Rotunno, désormais collaborateur fixe de Federico Fellini), qui marque les visions du crépuscule de Rome, anticipant l'épilogue sanglant du sketch. »

## Autour du film
Federico Fellini s'est inspiré de la fillette fantôme (interprétée par un jeune garçon, Valerio Valeri) jouant obsessionnellement à la balle dans le film Opération peur de Mario Bava sorti en 1966 (voir cette page).
À son tour, le réalisateur américain William Malone va s'inspirer de la fillette à la balle de Fellini, car on voit apparaître son clone dans son film Terreur.point.com (2002). Malone, spécialiste du film horrifique (La Maison de l'horreur, 1999) a perdu la tête (comme Toby Dammit) avec son film qui se perd également dans un patchwork d'histoires de fantômes sévissant sur Internet et ailleurs. Sans doute fasciné par l'œuvre fellinienne, il va même jusqu'à donner à l'un de ses personnages incarné par Udo Kier, le nom de « Polidori », en italianisant celui de l'acteur Polidor qui jouait chez Fellini.

## Vidéographie
- 2001 : Histoires extraordinaires (Spirits of the Dead) de Roger Vadim, Louis Malle et Federico Fellini, durée 123 min, 1 DVD Zone 1, Éditions HVe